# Liechtenstein en los Juegos Olímpicos de Pyeongchang 2018
Liechtenstein estuvo representado en los Juegos Olímpicos de Pyeongchang 2018 por un total de 3 deportistas que compitieron en 2 deportes. Responsable del equipo olímpico fue el Comité Olímpico de Liechtenstein, así como las federaciones deportivas nacionales de cada deporte con participación.
El portador de la bandera en la ceremonia de apertura fue el esquiador Marco Pfiffner.

## Medallistas
El equipo olímpico de Liechtenstein obtuvo las siguientes medallas:
| Nombre         | Deporte      | Competición    |
| -------------- | ------------ | -------------- |
| Oro            |              |                |
| —              |              |                |
| Plata          |              |                |
| —              |              |                |
| Bronce         |              |                |
| Tina Weirather | Esquí alpino | Supergigante F |